# 吐蕃等路宣慰使司都元帅府
吐蕃等路宣慰使司都元帥府，又称朵甘思宣慰司，是元朝设于藏区的地方行政機構，受宣政院管轄，也是其下三个“宣慰使司都元帥府”之一。秩从二品，设宣慰使四员，同知二员，副使一员，经历、都事各二员，捕盗官三员，镇抚二员。 
下轄：
- 朵甘思（今青海东南部、四川甘孜州及西藏昌都市）及碉门、鱼通、黎雅等地诸州、诸宣抚、安抚、招讨等司、诸万户府、千户所。